# Sclerodermatineae
Sous-ordre
Les Sclerodermatineae sont un sous-ordre de champignons de l’ordre des Boletales. 
Le sous ordre des Sclerodermatineae est un assemblage monophylétique des Hyménomycètes (Fungi en formation) et les Gastéromycètes (Vesse-de-loup). 

## Définition
Le groupe comprend actuellement 78 espèces décrites dans neuf genres, y compris les six genres de Gastéromycètes (Astraeus, Calostoma, Diplocystis, Pisolithus, les Sclérodermes et Tremellogaster) et trois genres d’Hyménomycètes (Boletinellus, Gyroporus et Phlebopus). 
Depuis sa description en 2002 il y a eu plusieurs études phylogénétiques qui impliquent le sous-ordre des Sclerodermatineae. 
L'étude de 2012 présente une analyse phylogénétique complète du sous-ordre des Sclerodermatineae, en utilisant un échantillonnage des taxons et des séquences moléculaires, afin d'évaluer les relations taxonomiques et d'examiner leur âge, les variétés ancestrales et des associations ectomycorhiziennes du sous-ordre. 
La plupart des espèces du sous-ordre des Sclerodermatineae sont considérées comme ectomycorhiziennes,. Par exemple, les espèces des genres Pisolithus et des sclérodermes sont utilisées dans des projets de reboisement, car elles peuvent former des ectomycorhizes avec de multiples espèces d'arbres hôtes. Les espèces de Phlebopus produisent de grandes fructifications qui sont recueillies dans un large éventail d'habitats, y compris les prairies en Afrique et en Australie (qui manquent hôtes ectomycorhiziennes), les forêts fragmentées en Argentine et en Bolivie, et les forêts d'Asie du Sud de Dipterocarpaceae.
Ce sous-ordre ne contient cinq familles selon l'étude de 2006 les Sclerodermatineae sont situés de la façon suivante dans le phylogramme des Boletales.

## Classification phylogénétiquedesBoletales
En 2006 l'emplacement des six sous-ordres des Tapellinae, Coniophorineae, Paxillineae, Suillineae, Sclerodermatineae et des Boletineae sont précisés, et depuis complétés pour les Sclerodermatineae en 2012, en y plaçant les genres Calostoma, Phlebopus, Boletinellus, Gyroporus, Scleroderma, Astraeus et Pisolithus sont représentées dans le phylogramme de l'ordre des Boletales comme suit : 
- - Boletales
    - Clade des Tapellinae
      - Clade des Coniophorineae
        - Clade des Paxillineae
          - Clade des Suillineae
          - Clade des Sclerodermatineae
            - Phlebopus
            - Boletinellus
              - Calostoma
              - Gyroporus
              - Scleroderma
                - Astraeus
                - Pisolithus

          - Clade des Boletineae
            - Boletus
              - Leccinum

  - Agaricales

## Familles
- Astraeaceae
- Boletinellaceae
- Calostomataceae
- Gyroporaceae
- Pisolithaceae
- Sclerodermataceae

## Liste des familles et genres
Selon NCBI (28 juin 2013) :
- famille Astraeaceae
  - genre Astraeus
- famille Boletinellaceae
  - genre Boletinellus
  - genre Phlebopus
- famille Calostomataceae
  - genre Calostoma
- famille Gyroporaceae
  - genre Gyroporus
- famille Pisolithaceae
  - genre Pisolithus
- famille Sclerodermataceae
  - genre Scleroderma
  - genre Tremellogaster
  - genre Veligaster